# تليلة (الباب)
تليلة  قرية سوريّة تتبع إداريّاً لمحافظة حلب منطقة الباب ناحية الراعي، بلغ تعداد سكانها 126 نسمة حسب التعداد السكاني لعام 2004.